# Prescilia Haddad
Prescilia Haddad, född 30 juni 1991 i Trollhättan, är en svensk journalist och programledare på Sveriges Television.
Haddad växte upp i stadsdelarna Kronogården och Lextorp i Trollhättan i en familj som hade kommit till Sverige från Libanon.
Hon läste mediaprogrammet på Magnus Åbergsgymnasiet och var parallellt med det en del av Ttela:s ungdomsredaktion. Efter studenten arbetade hon på radio hos P4 Väst. Haddad läste sedan kultur- och samhällsanalys på Högskolan Väst i ett år eftersom hon inte kommit in på journalisthögskolan som hon önskade. Journaliststudierna bedrev hon istället vid Ljungskile folkhögskola vilket ledde till arbete vid P3 och P4 Stockholm.
Hon har arbetat på SVT sedan 2016. Där har hon lett program som Morgonstudion, Go'kväll, Valvakan, Utrikesbyrån och Ekonomibyrån.